# Grant Hill (filmproducent)
Grant Hill är en australisk filmproducent. Han började sin bana som producent med filmen Sniper från 1993 och 1998 fick han sin första Oscarnominering i och med lanseringen av filmen Den tunna röda linjen 1998. Hill nominerades återigen för en Oscar för sitt arbete med filmen The Tree of Life 2011. Han har samarbetat med syskonen Wachowski sedan The Matrix Reloaded 2003 och har sedan dess varit med och producerat flera av deras filmer.

## Filmografi (i urval)
- 1994 - The Crow
- 1994 - Street Fighter
- 1997 - Titanic
- 1998 - Den tunna röda linjen
- 2003 - The Matrix Reloaded
- 2003 - The Matrix Revolutions
- 2005 - V för Vendetta
- 2008 - Speed Racer
- 2009 - Ninja Assassin
- 2011 - The Tree of Life
- 2012 - Cloud Atlas
- 2014 - Jupiter Ascending